# Sven Bellinder
Sven Bellinder, född den 1 februari 1882 i Örebro, död den 25 januari 1957 i Stockholm, var en svensk jurist. Han var son till August Bellinder.
Bellinder avlade filosofie kandidatexamen i Uppsala 1901 och juris kandidatexamen 1904. Han blev vice häradshövding 1918, assessor och fiskal i Göta hovrätt 1919 och häradshövding i Mellersta Värends domsaga 1923. Bellinder var särskild skiljedomare i arbetstvister 1921–1924 och stadsfullmäktig i Växjö 1926–1933. Han var justitieråd 1933–1949. Bellinder verkställde en utredning angående sparbankskraschen 1929, var sakkunnig i justitiedepartementet 1933 och 1936 samt vice ordförande i Sophiahemmets styrelse från 1939. Han blev kommendör med stora korset av Nordstjärneorden 1942.